# Stolnica v Lucci
Stolnica v Lucci (italijansko Duomo di Lucca, Cattedrale di San Martino) je rimskokatoliška stolnica, posvečena svetemu Martinu iz Toursa v Lucci v Italiji. Tu je sedež nadškofa Lucce. Gradnjo je leta 1063 začel škof Anselm (kasneje papež Aleksander II.).

## Zgodovina
Stolnica se tako kot v drugih mestih antičnega izvora nahaja na mejah rimskega mesta: osrednji prostori rimske Lucce so bili močno urbanizirani in projekt še ni bil izvedljiv. O preprosti gradnji ni podatkov: krstilnica, cerkev, ki je trenutno znana kot cerkev Santi Giovanni e Reparata in verjetno cerkev, ki je zasedla mesto današnje stolnice, je gledala na območje sedanjega trga Piazza San Martino. V bližini so stale še druge svete zgradbe, na primer zdaj uničena cerkev San Salvatore v mestu Pulìa.
San Martino je naslov osrednje cerkve dobil v 8. stoletju na račun cerkve Santa Reparata. Ta poteza je verjetno poudarila novo stanje v Lucci s koncem langobardskega gospostva in prihodom karolinških grofov v tesnem sodelovanju s papeštvom. Znak te spremembe je bil leta 780, ko je škof Giovanni I. prenesel relikvije sv. Regola iz danes opuščenega mesta Populonia. Za hram prestižnih relikvij je bilo treba cerkev povečati z gradnjo kripte in novo in razkošnejšo notranjo opremo.
Stolnica je bila popolnoma obnovljena od leta 1060, slovesno pa jo je leta 1070 posvetil Anselmo da Baggio, ki je bil v času posvečenja že papež Aleksander II., vendar je obdržal naziv škofa v Lucci, tudi zato, ker je trajal spopad s protipapežem Honorijem II. ali Cadalo da Parma.
Edini ostanek te faze stolnice, ki je morala biti stavba velikega pomena, je doprsni Kip Anselma da Baggia, ki je danes ohranjen v stolničnem muzeju.
Cerkev v romanskem slogu je morala imeti obliko bazilike s petimi ladjami, podprtimi s stebri, obdanimi z ženskimi galerijami, leseno strehp. Portik, zgrajen kasneje, še vedno ohranja vrsto koonzol, na katere naj bi postavili desko, da bi oblikovali prehod, ki se je povezal z ženskimi galerijami.
Leta 1196 je bila ustanovljena l'Opera del Frontespizio, ki si je zagotovila lastne konzule in prihodke, da je zgradila fasado in jo okrasila z novim portikom, elementom, ki je v stolnici prisoten že od leta 833, uničen leta 905 in obnovljen leta 928. Na rekonstrukcijo fasadnega portika je morala močno vplivati stolnica v Pisi, kipar Guidetto da Como, kipar in arhitekt, ki je že sodeloval na gradbišču v Pisu, ki je na fasadi sv. Martina upodobljen s pergamentom z datumom 1204.
Na gradbišču se je rodil tako imenovani drugi slog romanike v Lucci, na katerega je močno vplivala bolj inovativna pisanska romanika, vendar pa še bolj poudarja zapletenost stolpne dekoracije.
Takoj po zaključku gradnje fasadnega portika je bilo treba, morda zaradi statične nestabilnosti, prenoviti apsidalno območje. Škof Henrik II. je podelil del vrtov škofovske palače (še danes vzhodno od stolnice) augmentandam ecclesiam za podaljšanje apside. Dolžina tega prizidka nakazuje, da je bila že načrtovana prenova triladijske stolnice s transeptom; pravzaprav je podaljšek pripeljal do enake dolžine, ki je bila kasneje dana na krakih transeptov. Dela, ki jih dokazuje plošča, zazidana v apsidi, so se začela leta 1308; leta 1320 jih je nadaljeval Bonaventura Rolenzi (ki je ploščo postavil tja, kamor so prišle zgradbe njegovega predhodnika). Leta 1348, kot se je pokazala oporočna donacija vdove Castruccia Castracani in trefunibus (sic per tribunis) novis inceptis et finendis, so bili morda zaradi prihrankov, morda zaradi nujnosti umetniških izrazov v Lucci, v veliki meri izvedeni s ponovno uporabo obdelanih kamnov in marmornatih vložkov iz starodavne cerkve, s čimer je sredi 14. stoletja nastala velika enojna apsida z zavajajočim romanskim videzom.
Slabe gospodarske razmere v mestu Lucca v tistih letih njegove zgodovine so znatno zmanjšale razpoložljiva sredstva, zato so bile tribune zgrajene v precej slabem in skromnem gotskem slogu, s koničastimi loki in pravokotnimi stebri, okrašenimi s preprostim vencem, nespretno obdelan in ki kažejo »veliko malomarnost izvedbe« (Ridolfi).
Leta 1372, dve leti po osvoboditvi izpod Pise, in so se prebivalci Lucce počutili tako srečni, da so posvetili oltar svobodi v sami stolnici, dokončani so bili apsida, obodni zid transepta in prva vzhodna traveja obrnjena. Ladja je bila še vedno romanska in v vsakem primeru je bilo odločeno, da se ojačane in pokrite obodne stene ponovno uporabijo. Tako stebri kot oboki so kazali znake statične nestabilnosti; l'Opera del Duomo je bila tako slaba, da ni imela delavcev na delovnem mestu in je bilo vprašanje postavljeno Maggiore e generale Consiglio del popolo.
Ta se je na sestanku 19. aprila 1372 odločil izbrati tri delavce, ki so morali preučiti nepremičnine, ki so ostale v Operi in jih skušati kar najbolje izkoristiti, s čimer bodo nadaljevali prekinjena dela in začeli še nikoli začeta. Med tremi izbranimi delavci izstopa ime Francesco Guinigi, ki je - potem ko je igral glavno vlogo pri osvoboditvi mesta od Pise - svoje ogromno bogastvo uporabil za dejansko gospostvo nad vlado v Lucci. Verjetno je bil on tisti, ki je sklical posvet, na katerega so bili povabljeni glavni strokovnjaki za arhitekturo, ki so bili na voljo v Toskani. Ridolfi meni, da je večina teh strokovnjakov verjetno prišla z velikega gradbišča Santa Maria del Fiore, Firenške stolnice, katere ogromno bazilikalno telo je bilo zdaj zgrajeno in je čakalo na reševanje velikega problema kupole. Govorcem se je zastavljalo vprašanje ali naj se projekt, ki se je začel, nadaljuje ali ga je treba spremeniti. Končno mnenje je bilo razglašeno Generalnemu svetu na zasedanju 23. junija 1372.
Že izvedena dela so bila ocenjena kot »drobna in premalo trdna«, priporočljivo pa je bilo sprejeti trpežnejše stebre, obliko, ki so jo navdihnili tisti uporabljeni za Santa Maria del Fiore. Že zgrajene stebre je bilo treba po skrbnem podpiranju okoliških sten celo odstraniti in jih zamenjati z osmerokotnimi stebri predlaganega modela po ceni približno 600 florinov. Med zasedanjem je bilo delavcem dano popolno pooblastilo (s posebno častjo omenjajo Francesca Guinigija), da bi z lastnimi sredstvi l'Opere razpolagali z namenom razveljavitve in gradnje. Najverjetneje so morali takrat ali na naslednjih sejah intervjuvani mojstri z ženskimi galerijami in rebrastimi oboki zagotoviti modele ne samo za novi steber, temveč tudi za preostali del višine. Dela je bilo treba znova začeti z novo skrbnostjo, tudi če iz zahteve, ki jo je predložil odbor ser Bartolomeo Nicolaa Bacchinija, ugotovimo, da leta 1379 kljub dejstvu, da so bili postavljeni drugi stebri, še niso bili vsi zamenjani. Občina je podelila še 200 florinov in verjeti je, da se je šele nato zamenjava nadaljevala. Maja 1384, dvanajst let po nadaljevanju del, je občina zagotovila še 200 florinov za postavitev drugih stebrov. Druge novice o prodaji, prošnje za subvencije in pomoč občini in leta 1387 celo papežu Urbanu VI. sovpadajo z navedbo konca del okoli leta 1390.

## Opis

### Zunanjost
Fasada je močno členjena in okrašena z inkrustacijami, pritlikavskimi galerijami in okrašenimi stebri. Glavna fasada je nekoliko nesimetrična in to zaradi prizidanega zvonika. Stranska fasada je bila ob prenovi nekoliko prilagojena, kar se vidi iz gotskih opornikov in rahlo zašiljenih oknih.
Portik-narteks (preddverje) se na trg odpira s tremi velikimi oboki, od katerih je eden zaradi bližine že obstoječega zvonika ožji. Med lokoma je konjeniški kip sv. Mihaela ki deli svoj plašč. 
Preddverje je bogato kiparsko okrašeno. Guidetto in njegovi sodelavci so izdelali reliefe z upodobitvijo Mučeništvo svetega Regula, upodobljenega v luneti nad vhodom v desni prehod, na steni so Zgodbe svetega Martina in drug pod drugim ciklus mesecev ; Snemanje s križa Nicola Pisana, eno najbolj avantgardnih del tistega časa (okoli leta 1260), je bilo končno postavljeno v luneto in v arhitrav vhoda v levi prehod.
Portik so pogosto zasedale banke menjalcev, ki so trgovale s številnimi romarji, ki so šli skozi Lucco, eno glavnih postajališč na poti Via Francigena. Monumentalni napis menjalnike denarja opominja na njihovo zavezo, da ne bodo prevarali kupcev in jih vabi, naj zaupajo zaščiti duhovščine v stolnici in San Martinu. Na drugi strani levih vrat (najpogosteje odprta, ker so omogočala osni pogled na Tempieto Volto Danto je reprodukcija prvotnega nagrobnika z datumom stolnice.
Na enem od kamnov stebra, naslonjenega na dno zvonika, je vklesan labirint, ob katerem stoji napis, ki spominja na mit o Tezeju in Ariadni. Vrsta labirinta je zaradi podobnosti z veličastnim v tlaku stolnice v Chartresu in fresko, ki so jo nedavno odkrili v kraju Alatri (Francija), pripeljala do razmišljanja o vrsti umetniških del zaradi templjarjev.
Desno od fasade se dviga zvonik s štirioglato podlago, ki se odpira navzven s petimi etažami oken z več odprtinami (od spodaj enojna, dvojna, trojna in dve nadstropji s štirimi odprtinami); zgornjo krono sestavljajo gilbelinske cine. V zvoniku je sedmih zvonov, od katerih so nekateri iz 13. do 14. stoletja.
- Portik
- Detajli lokov
- Kip Sv Martin deli plač revnim
- Labirint in napis
- Giampietro iz Lucce

### Notranjost
Notranjost stolnice ima obliko latinskega križa, dvorana je razdeljena na tri ladje, pri čemer sta obe stranski nadgrajeni z lažnimi emporami z gotskimi okni s tremi odprtinami, glavna pa se konča s polkrožno apsido, osvetljeno s tremi velikimi romanskimi okni z eno odprtino; apsido v celoti zaseda prezbiterij, v središču katerega je veliki oltar iz barvnega marmorja. Transept, enake višine kot glavna ladja, je nato razdeljen na dve ladji, vendar nima ženske galerije. Za videz notranjosti je na splošno značilna izrazita vertikalnost, tudi zaradi precejšnje razlike v višini med glavno in stranskima ladjama. Te odkrito gotske oblike, čeprav moderirane z uporabo okroglih lokov (koničasti loki so v ženskih galerijah in v zadnji traveji pred apsido), naredijo notranjost stolnice v Lucci dokaj redek primer v italijanski arhitekturi.
V stolnici je Marija na prestolu z otrokom in svetniki, delo Domenica Ghirlandaia, ki jo je naslikal okoli leta 1479.
V sobi blizu zakristije je Nagrobnik Ilaria del Carretto, marmornat sarkofag, ki ga je izdelal kipar Jacopo della Quercia med letoma 1406 in 1408. Na njem je plemkinja iz Lucce, žena Paola Guinigija, ki je zelo mlada umrla pri porodu. Sarkofag prikazuje deklico v speči pozi, bogato oblečeno in ležečo na nosilih, okrašenih s kerubini. Ob nogah deklice leži pes, simbol zakonske zvestobe.
V tretji traveji leve stranske ladje je Tempieto Volto Santo, delo Mattea Civitalija, kjer se hrani Volto Santo ali Sveto obličje Lucce. Tempelj je edikula, zgrajena v letih 1482-1484 z osmerokotnim tlorisom in opremljena z osmimi stebri, ki podpirajo polkrožne oboke. V templju je Volto Santo ali leseno razpelo, ki ga je izdelal farizej Nikodem po Jezusovi podobi. Častitljiva podoba je v središču praznovanj 14. septembra, na dan svetega Križa.
- Lažna ženska galerija v transeptu
- Jacopo della Quercia, Nagrobnik Ilaria del Carretto (1406-1408)
- Domenico Ghirlandaio, Marija na prestolu z otrokom in svetniki (okoli 1479)
- Tempieto Volto Santo
- Jacopo Tintoretto, Zadnja večerja, 1592-94

V cerkvi pa hranijo še nekatere pomembne slike: Tintorettovo Zadnjo večerjo (1594), Domenica Ghirlandaia Sacra Conversazione (1479) in Fra Bartolomeo Marija z otrokom med sv. štefanom in Janezom Krstnikom (1509).

### Labirint
Labirint je vdelan v desni slop portika in naj bi izhajal iz 12. ali 13. stoletja. Pomembno je, da je morda zgodnejši od slavnega labirinta v stolnici v Chartresu ali po njegovem vzoru, ki je postal standard za labirinte. V rustikalnem zarezanem latinskem napisu je starodavna poganska mitologija: HIC QUEM CRETICUS EDIT. DAEDALUS EST LABERINTHUS. DE QUO NULLUS VADERE. QUIVIT QUI FUIT INTUS. NI THESEUS GRATIS ADRIANE. STAMINE JUTUS (To je labirint, ki ga je zgradil Dedal s Krete; vsi, ki so vanj vstopili, so bili izgubljeni, razen Tezeja, zahvaljujoč Ariadnini niti).

## Galerija
- Volto Santo
- Sveti Martin in berač, približno 1200
- Jacopo della Quercia, Nagrobnik Ilarije del Carretto
- Labirint na portiku stolnice
- Notranjost in strop, gledano z glavnega vhoda
- Zvonovi v zvoniku
- Zvok zvonjenja ob dvanajstih.